# ライヴ・アット・ハリウッド・ボウル (ドアーズのアルバム)
ライヴ・アット・ハリウッド・ボウル(Live at the Hollywood Bowl)は、1987年にリリースされたドアーズのライブアルバム。本稿では、2012年にBright Midnightレーベルから発売された『Live At The Bowl '68』についても記載する。

## Live At The Hollywood　Bowl
ドアーズは、バンドのドキュメンタリー映画『フィースト・オブ・フレンズ』の為に、1968年7月5日にロサンゼルスの屋外音楽堂ハリウッド・ボウルで、大規模なコンサートを開催した。
コンサートの一部始終は、スタッフによって録画・録音されたが、ジム・モリソンがマイクを触った際に、場内用・録音用各1本のラインケーブルのうち、録音用ケーブルを傷付けてしまった。ケーブルは途中で修復され、コンサートの後半は正常な録音が出来たものの、コンサート前半のモリソンのボーカルトラックは酷い雑音混じりとなってしまった。
1987年、本コンサートの映像をまとめたライブビデオとレコードの発売が計画されたが、レコードについては12インチEP盤での発売となった。そのため、収録曲は僅かに6曲で、うち2曲はメドレーで、「スパニッシュ・キャラバン」
は後半のみ収録されている。また「ハートに火をつけて」は、雑音を取り除く作業を実施した際に、モリソンのボーカルが大幅に改変されてしまった。ライブ盤としては貧弱な内容となってしまった為、発売時の評判は芳しくなかった。

## Live At The Bowl '68
ドアーズでは、一連のライブ音源のオフィシャル・ブートレグ化作業の一環として、ハリウッドボウル・コンサートの完全版を2012年に発売した。ボーカルトラックの雑音は、最新の技術で処理した結果、取り除く事に成功し、「ハートに火をつけて」のモリソンのボーカルも、本来のボーカルに復元する事が出来たが、「ハロー・アイ・ラヴ・ユー」は、ボーカルトラックが殆ど録音されておらず、また雑音も激しく復元困難と判断な為、スタジオバージョンの音声をオーバーダビング処理している。

## 曲目

### Live At the Hollywood Boul
Side A
1. ウェイク・アップ - Wake Up (The Doors) 1:39
2. ハートに火をつけて - Light My Fire (The Doors) 8:51

Side B
1. 名もなき兵士 - The Unknown Soilder (The Doors) 4:28
2. リトル・ゲーム - A Little Game (The Doors) 1:20
3. ヒル・ドウェラーズ - The Hill Dwellers (The Doors) 2:20
4. スパニッシュ・キャラバン - Spanish Caravan※後半のみ (The Doors) 1:21

### Live At The Bowl '68
1. ショウスタート/イントロ - Show Start/Intro 0:18
2. 音楽が終わったら - When the Music's Over (The Doors) 12:52
3. アラバマ・ソング - Alabama Song (Whiskey Bar) (Brecht, Weill) 1:33
4. バック・ドア・マン - Back Door Man (Dixon) 2:33
5. ファイブ・トゥ・ワン - Five to One (The Doors) 1:28
6. バック・ドア・マン(リプライズ) - Back Door Man(Reprise) (Dixon) 1:22
7. ザ・ワスプ(Texas Radio And The Big Beat) - The WASP(Texas Radio And The Big Beat) (The Doors) 1:51
8. ハロー・アイラブユー - Hello I Love You (The Doors) 2:14
9. ムーンライト・ドライブ - MoonLight Drive(The Doors) 3:20
10. ホース・ラティテュード - Horse Latitudes(The Doors) 3:20
11. リトル・ゲーム - A Little Game (The Doors) 1:07
12. ヒル・ドウェラーズ - The Hill Dwellers (The Doors) 2:21
13. スパニッシュ・キャラバン - Spanish Caravan (The Doors) 3:04
14. ヘイ、ホワット・ウッド・ユー・ガイズ・ライク・トゥ・ヒア？ - Hey, What Would You Guys Like To Hear? 0:40
15. ウェイク・アップ - Wake Up (The Doors) 1:30
16. ハートに火をつけて - Light My Fire (The Doors) 9:32
17. ハートに火をつけて(Segue) - Light My Fire(Segue) (The Doors) 9:32
18. 名もなき兵士 - The Unknown Soldier (The Doors) 4:42
19. ジ・エンド(Segue)  - The End（Segue) (The Doors) 1:01
20. ジ・エンド  - The End (The Doors) 17:31